# La Bible Manga
La Bible Manga ou la Bible en manga est une adaptation de la Bible en manga, la bande dessinée japonaise. Elle est réalisée par trois mangaka, les illustratrices Kozumi Shinozawa et Ryō Azumi, et Hidenori Kumai pour les textes. 
Cette Bible en manga est traduite en vingt langues et paraît à plusieurs millions d'exemplaires. Les premiers volumes parus en édition francophone reçoivent le prix 2009 du Centre religieux d'information et d'analyse de la BD (CriaBD), ainsi que le prix 2010 de la bande dessinée chrétienne.

## Historique
La Société biblique japonaise forme le projet d'une adaptation de la Bible en mangas et sollicite Kozumi Shinozawa, récemment convertie au christianisme, qui accepte avec enthousiasme et assure l'illustration des premiers volumes,. 
Les deux premiers volumes qui paraissent sont l'adaptation du Nouveau Testament : le Messie, en 2006, puis la Métamorphose. Après la parution du premier volume, les éditions chrétiennes BLF Éditions mettent en chantier la traduction en français. La traduction en français commence à paraître en 2008, est saluée par la critique et reçoit plusieurs prix. Après les deux volumes du Nouveau Testament, illustrés par Kozumi Shinozawa constituant les tomes 4 et 5 de la série, l'Ancien Testament est illustré par Ryō Azumi en trois volumes : Manga la mutinerie, Manga les magistrats et Manga les messagers.

## Réception critique et populaire
L'œuvre est saluée par la critique et reçoit plusieurs prix. Le premier volume paru en français, Manga le Messie, reçoit d'abord le prix du jury du Centre religieux d'information et d'analyse de la BD 2009, puis avec Manga la Métamorphose les deux premiers volumes reçoivent en 2010 le prix de la bande dessinée chrétienne, prix du jury Chrétiens-Médias 2010,.
La série est traduite dans au moins vingt langues, et publiée à plusieurs millions d'exemplaires, dont 340 000 en français selon l'éditeur francophone en 2019.
Roland Francart parle à ce sujet de « la grande invasion de la série Manga La Bible en 5 volumes partout dans le monde » qui après l'évangélisation du Japon par saint François Xavier « revient comme un boomerang dans l'Europe redevenue païenne ».

## Récompenses
- Prix du jury du Centre religieux d'information et d'analyse de la BD (CriaBD) 2009 pour Manga le Messie[4].
- Prix 2010 de la bande dessinée chrétienne, prix du jury Chrétiens-Médias 2010 pour Le Messie et La Métamorphose[4].

## Albums
Albums traduits en français, dans l'ordre de la série (les volumes 4 et 5 sont parus en premier) :
- La Bible Manga, tome 1 : La Mutinerie, dessins de Ryō Azumi, textes de Hidenori Kumai, septembre 2010, BLF Éditions, 296 planches  (ISBN 978-2-910246-70-9).
- La Bible Manga, tome 2 : Les Magistrats, dessins de Ryō Azumi, textes de Hidenori Kumai, septembre 2011, BLF Éditions, 296 planches  (ISBN 978-2-362-49042-2).
- La Bible Manga, tome 3 : Les Messagers, dessins de Ryō Azumi, textes de Hidenori Kumai, septembre 2012, BLF Éditions, 296 planches  (ISBN 978-2-362-49085-9).
- La Bible Manga, tome 4 : Le Messie, dessins de Kozumi Shinozawa, textes de Hidenori Kumai, octobre 2008, BLF Éditions, 280 planches  (ISBN 978-2-910246-39-6).
- La Bible Manga, tome 5 : La Métamorphose, dessins de Kozumi Shinozawa, textes de Hidenori Kumai, septembre 2009, BLF Éditions, 283 planches  (ISBN 978-2-910246-56-3).
- La Bible Manga, tome 6 : Majesté, dessins de Ryō Azumi, avril 2021, BLF Éditions, 128 pages  (ISBN 978-2-362494-32-1).